# Lista över sommarvärdar under 2010-talet
Detta är en kronologisk lista över personer som varit sommarpratare, det vill säga värdar för radioprogrammet Sommar i P1 under 2010-talet.
För andra decennier se:
<<
1950-talet |
1960-talet |
1970-talet |
1980-talet |
1990-talet | 
2000-talet | 
2010-talet |
2020-talet 
>>

## Sommar 2010
- 26 juni – Annika Sörenstam, före detta professionell golfspelare
- 27 juni – Eva Dahlgren, artist, låtskrivare
- 28 juni – Babak Najafi, filmare, regissör
- 29 juni – Pär Johansson, grundare av Glada Hudik-teatern
- 30 juni – Per Holknekt, modedesigner, entreprenör
- 1 juli – Natasha Illum Berg, professionell storviltsjägare, författare
- 2 juli – Rolf Ekéus, diplomat
- 3 juli – Eva Gabrielsson, arkitekt, livskamrat till Stieg Larsson
- 4 juli – Ulf Malmros, regissör, manusförfattare
- 5 juli – Anna Carrfors Bråkenhielm, rådgivare hos Silverback
- 6 juli – Nicklas Lundblad, samhällspolitisk rådgivare, Google
- 7 juli – Viveca Sten, deckarförfattare, chefsjurist
- 8 juli – Amanda Jenssen, artist, låtskrivare
- 9 juli – Micael Bindefeld, eventarrangör, pr-konsult
- 10 juli – Meta Velander, skådespelare
- 11 juli – Mats Sundin, före detta professionell ishockeyspelare
- 12 juli – Jill Johnson, sångerska
- 13 juli – Elisabeth Åsbrink, journalist, författare
- 14 juli – Lennart Jirlow, konstnär
- 15 juli – Micael Dahlen, professor i företagsekonomi
- 16 juli – Aris Fioretos, författare, översättare
- 17 juli – Christer Sjögren, sångare
- 18 juli – Anneli Alhanko, prima ballerina assoluta, hovdansare
- 19 juli – Christine Meltzer, programledare, komiker, skådespelare
- 20 juli – Andres Lokko, skribent, manusförfattare
- 21 juli – Tina Jansson, lärare (lyssnarnas sommarvärd)
- 22 juli – Ulf Danielsson, professor i teoretisk fysik
- 23 juli – Anette Norberg, olympisk mästare curling, avdelningschef
- 24 juli – Percy Barnevik, ordförande i stiftelsen Hand in Hand International
- 25 juli – Johan Rabaeus, skådespelare
- 26 juli – Karin Johannisson, professor i idéhistoria
- 27 juli – Maria Akraka, företagare, före detta medeldistanslöpare
- 28 juli – Andreas Lundstedt, sångare, artist
- 29 juli – Pija Lindenbaum, bilderboksskapare
- 30 juli – Per Morberg, programledare, kock, skådespelare
- 31 juli – Håkan Lans, uppfinnare, ingenjör
- 1 augusti – Johanna Koljonen, programledare, filmkritiker
- 2 augusti – Lars Jonsson, konstnär, ornitolog
- 3 augusti – Claudia Galli, skådespelare
- 4 augusti – Birgitta Stenberg, författare, konstnär
- 5 augusti – Nils Landgren, trombonist, orkesterledare
- 6 augusti – Therese Alshammar, världsmästare i simning
- 7 augusti – Peter Andersson, skådespelare
- 8 augusti – Annika Östberg, fängslad brottsling dömd för "first degree murder"
- 9 augusti – Björn af Kleen, kulturjournalist
- 10 augusti – Lena Olving, vice vd för Saab
- 11 augusti – Vanna Rosenberg, skådespelare
- 12 augusti – Ted Harris, teologie doktor, präst
- 13 augusti – Darin Zanyar, sångare, artist
- 14 augusti – Monika Fagerholm, författare
- 15 augusti – Staffan Scheja, konsertpianist, professor
- 16 augusti – Johannes Anyuru, poet
- 17 augusti – Henrik Hjelt, komiker, skådespelare
- 18 augusti – Annika Linde, statsepidemiolog, professor
- 19 augusti – Anna Odell, konstnär
- 20 augusti – Tommy Körberg, sångare, artist
- 21 augusti – Josephine Bornebusch, skådespelare, komiker
- 22 augusti – Niklas Rådström, författare

## Sommar 2011
- 25 juni – Mark Levengood, programledare, författare
- 26 juni – Torgny Lindgren, författare
- 27 juni – Clara Lidström, bloggare
- 28 juni – Göran Gudmundsson, byggnadsantikvarie
- 29 juni – Jason "Timbuktu" Diakité, artist
- 30 juni – Maria Wetterstrand, före detta språkrör (MP)
- 1 juli – Thomas Johansson, styrelseordförande Live Nation Europa, promotor
- 2 juli – Henke Larsson, före detta fotbollsproffs, fotbollstränare
- 3 juli – Beate Grimsrud, författare
- 4 juli – Nanne Grönvall, artist
- 5 juli – Ville Virtanen, skådespelare
- 6 juli – Sylvia Schwaag Serger, internationell chef för Vinnova
- 7 juli – Sven Nylander, före detta häcklöpare, varumärkesutvecklare
- 8 juli – Karin Broos, konstnär
- 9 juli – Jonas Jonasson, författare
- 10 juli – Freddie Wadling, sångare, musiker
- 11 juli – Carl-Gustaf Wachtmeister, jägmästare
- 12 juli – Gustaf Hammarsten, skådespelare
- 13 juli – Dilsa Demirbag-Sten, journalist, författare
- 14 juli – Lars-Eric Aaro, vd och koncernchef för LKAB
- 15 juli – Ulf Brunnberg, skådespelare
- 16 juli – Ann Petrén, skådespelare
- 17 juli – Carl Bildt, utrikesminister
- 18 juli – Anna Kåver, psykolog, psykoterapeut
- 19 juli – Martin Fröst, klarinettist
- 20 juli – Monika Nyström, förskollärare (lyssnarnas sommarvärd)
- 21 juli – Sara Stridsberg, författare, dramatiker
- 22 juli – Fredrik Gertten, dokumentärfilmare, journalist
- 23 juli – Babben Larsson, komiker
- 24 juli – Jan Carlzon, före detta vd och koncernchef för SAS, investerare
- 25 juli – Lars Ohly, partiledare (V)
- 26 juli – Pia Sundhage, förbundskapten för USA:s damlandslag i fotboll
- 27 juli – Kjerstin Dellert, teaterchef, operasångerska
- 28 juli – Claes Hultling, läkare, docent
- 29 juli – Olof Wretling, skådespelare
- 30 juli – Helena Bergström, skådespelare, regissör
- 31 juli – Barbro Lindgren, författare
- 1 augusti – Birgitta Ohlsson, EU-minister
- 2 augusti – Leif Mannerström, krögare, kock
- 3 augusti – Alice Bah Kuhnke, hållbarhetschef för ÅF
- 4 augusti – Owe Wikström, professor i religionspsykologi
- 5 augusti – Patrik Sjöberg, före detta höjdhoppare
- 6 augusti – Yukiko Duke, journalist, författare
- 7 augusti – Håkan Juholt, partiledare (S)
- 8 augusti – Vicky von der Lancken, nöjesproducent, teaterchef
- 9 augusti – Daniel Adams-Ray, låtskrivare, modedesigner
- 10 augusti – Cecilia Forss, skådespelare
- 11 augusti – Barbro Osher, generalkonsul
- 12 augusti – Johan Wester, komiker
- 13 augusti – Cecilia Uddén, journalist
- 14 augusti – Karl Ove Knausgård, författare
- 15 augusti – Ubah Musse, student, skådespelare
- 16 augusti – Ann Olivecrona, zoolog
- 17 augusti – Bengt Palmers, musikproducent, kompositör, författare
- 18 augusti – Gina Dirawi, bloggare, programledare
- 19 augusti – Petra Marklund, artist
- 20 augusti – Ghita Nørby, skådespelare
- 21 augusti – Leif G.W. Persson, kriminolog, författare

## Sommar 2012
- 23 juni – Anja Pärson, skidåkare
- 24 juni – David Hellenius, programledare
- 25 juni – Christina Lampe Önnerud, batteriuppfinnare, global entreprenör
- 26 juni – Jo Nesbø, författare
- 27 juni – John Guidetti, fotbollsspelare
- 28 juni – Karin Falck, tv-producent, regissör
- 29 juni – Trita Parsi, statsvetare, Iran-expert
- 30 juni – Yngwie Malmsteen, gitarrist, kompositör
- 1 juli – Klara Zimmergren, programledare, manusförfattare
- 2 juli – Amirzai Sangin, It- och telekommunikationsminister i Afghanistan
- 3 juli – Emma Wiklund, fotomodell, entreprenör
- 4 juli – Ulf Ellervik, professor i bioorganisk kemi
- 5 juli – Lutfi Kolgjini, travtränare, kusk, uppfödare
- 6 juli – Neneh Cherry, artist
- 7 juli – Petter Stordalen, hotellägare
- 8 juli – Klara och Johanna Söderberg, artister, First Aid Kit
- 9 juli – Daniel Sjölin, författare
- 10 juli – Gudrun Sjödén, designer, vd
- 11 juli – Heidi Andersson, armbryterska, programledare
- 12 juli – Daniel Ek, grundare och vd för Spotify
- 13 juli – Jenny Jägerfeld, psykolog, författare, frilansskribent
- 14 juli – Sébastien Boudet, bagare, konditor
- 15 juli – Thorsten Flinck, skådespelare, regissör, sångare
- 16 juli – Magdi Abdelhadi, journalist
- 17 juli – Katrin Sundberg, skådespelare, regissör, manusförfattare
- 18 juli – Björn Lindeblad, föreläsare, meditationslärare, före detta buddhistmunk (lyssnarnas sommarvärd)
- 19 juli – Jan Lööf, författare, illustratör
- 20 juli – Elsa Billgren, programledare, vintagebloggare, personal shopper
- 21 juli – Daniel Espinosa, filmregissör
- 22 juli – Eskil Pedersen, ledare för AUF (Arbeidernes ungdomsfylking)
- 23 juli – Rakel Chukri, journalist
- 24 juli – Eskil Erlandsson, landsbygdsminister (C)
- 25 juli – Marika Carlsson, komiker
- 26 juli – Christer Björkman, producent för Melodifestivalen
- 27 juli – Marta, fotbollsspelare
- 28 juli – Jan Scherman, direktör på Bonnier, före detta vd för TV4
- 29 juli – Lars Lerin, konstnär
- 30 juli – Sara Bergmark Elfgren, författare, manusförfattare
- 31 juli – Anders Wijkman, författare, före detta EU-parlamentariker (KD)
- 1 augusti – Soran Ismail, komiker
- 2 augusti – Elise Lindqvist, volontär
- 3 augusti – Ebbot Lundberg, artist, låtskrivare
- 4 augusti – Hannes Holm, filmregissör, manusförfattare
- 5 augusti – Märta Tikkanen, författare
- 6 augusti – Claes Dahlbäck, tidigare styrelseordförande och vd för Investor
- 7 augusti – Birgitta Svendén, chef och vd för Kungliga Operan
- 8 augusti – Jonas Jerebko, basketspelare
- 9 augusti – Shima Niavarani, skådespelare, artist
- 10 augusti – Stefan Löfven, partiledare (S)
- 11 augusti – Johannes Brost, skådespelare
- 12 augusti – Martina Haag, författare, manusförfattare, skådespelare
- 13 augusti – Anders Olsson, simmare
- 14 augusti – Lotta Lundgren, matskribent, programledare
- 15 augusti – Ison Glasgow, artist, radiopratare
- 16 augusti – Lotta Schelin, fotbollsspelare
- 17 augusti – Amanda Svensson, författare, kulturskribent
- 18 augusti – Marie Göranzon, skådespelare
- 19 augusti – Henrik Dorsin, skådespelare, komiker, sångare

## Sommar 2013

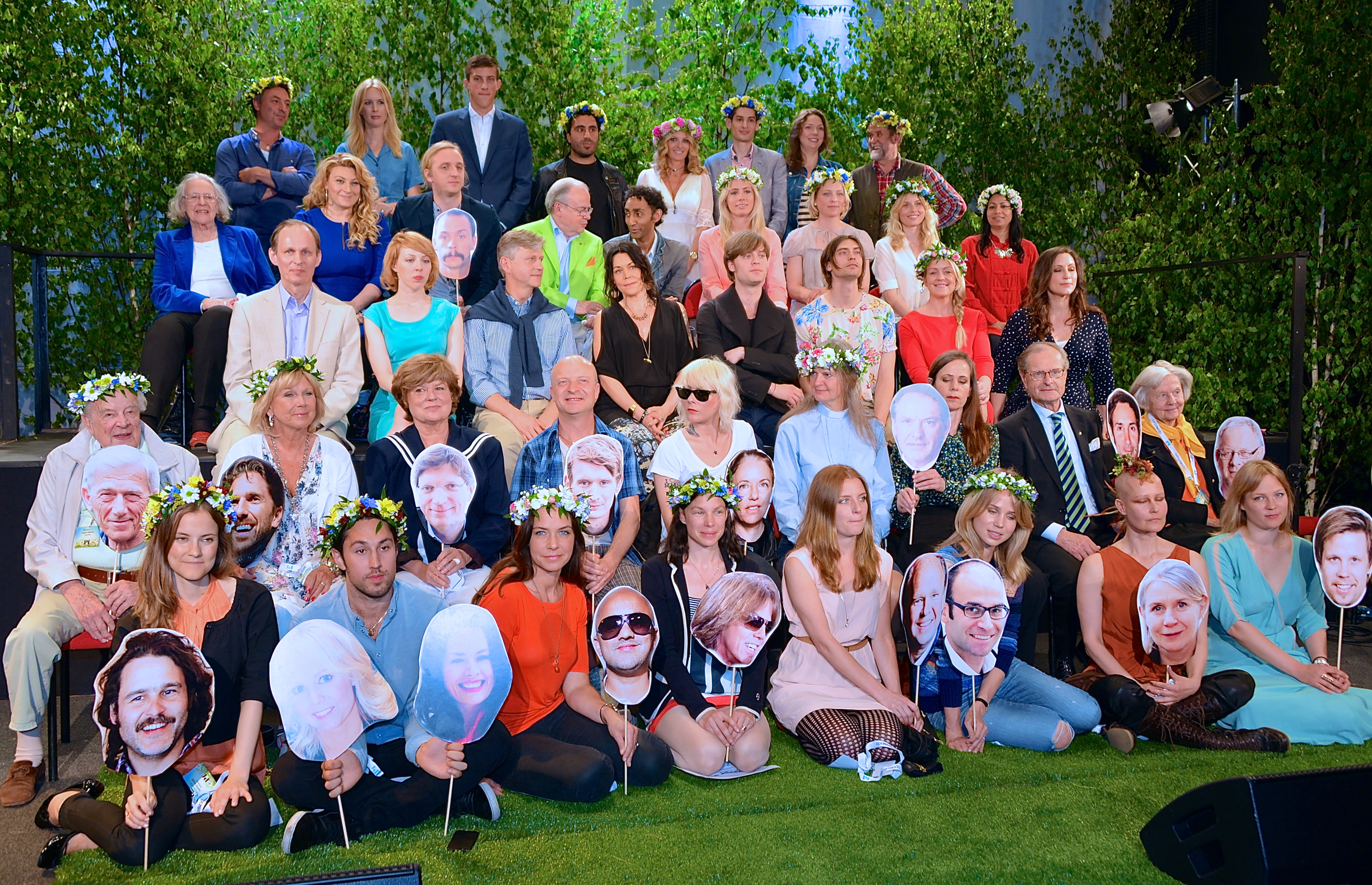
Sommarvärdarna 2013.

- 22 juni – Jonas Gardell, författare, artist, dramatiker
- 23 juni – Maja Ivarsson, artist
- 24 juni – Liv Strömquist, serietecknare
- 25 juni – Lasse Kronér, tv-programledare, musiker
- 26 juni – Katarina Gospic, hjärnforskare, företagare, författare
- 27 juni – Peter Wolodarski, chefredaktör Dagens Nyheter
- 28 juni – Sarah Dawn Finer, artist
- 29 juni – Carolina Gynning, konstnär, tv-profil, författare
- 30 juni – Kristian Gidlund, musiker, journalist, bloggare
- 1 juli – Virpi Pahkinen, dansare, koreograf
- 2 juli – Pelle Holmberg, biolog, svampexpert
- 3 juli – Helena af Sandeberg, skådespelare
- 4 juli – Peter Schéle, före detta programredaktör och marknadschef vid Stockholms och Göteborgs konserthus
- 5 juli – Annika Hagström, journalist, tv-programledare
- 6 juli – Filip Hammar, journalist, tv-programledare
- 7 juli – Mikael Niemi, författare
- 8 juli – Leo Razzak, social entreprenör, föreläsare
- 9 juli – Sarita Skagnes, föreläsare, författare, servicemanager
- 10 juli – Henrik Lundqvist, hockeymålvakt
- 11 juli – Theodor Kallifatides, författare
- 12 juli – Louise Linder, präst
- 13 juli – Jenny Strömstedt, journalist, tv-programledare
- 14 juli – Jean-Pierre Lacroix, Frankrikes ambassadör i Sverige
- 15 juli – Ingemar Eliasson, före detta riksmarskalk, politiker (fp)
- 16 juli – Annika Andersson, komiker, skådespelare
- 17 juli – Martha Ehlin[2], lärare, grundare av föreningen Mer organdonation (lyssnarnas sommarvärd)
- 18 juli – Tareq Taylor, kock, tv-profil, föreläsare
- 19 juli – Carolina Neurath, ekonomijournalist
- 20 juli – Anna Blomberg, komiker, skådespelare
- 21 juli – Ingvar Kjellson, skådespelare
- 22 juli – Maria Sveland, journalist, författare
- 23 juli – Niklas Zennström, It-entreprenör, rikskapitalist
- 24 juli – Özz Nûjen, ståuppkomiker, skådespelare
- 25 juli – Anton Abele, riksdagsledamot (M)
- 26 juli – Ann-Louise Hanson, artist
- 27 juli – Lisbet Rausing, universitetslärare i vetenskapshistoria
- 28 juli – Lars Lagerbäck, fotbollstränare
- 29 juli – Li Pamp, antikexpert, programledare, entreprenör
- 30 juli – Malik Bendjelloul, dokumentärfilmare
- 31 juli – Elin Kling, modeentreprenör
- 1 augusti – Nadir “RedOne” Khayat, musikproducent
- 2 augusti – Johanna Frändén, sportjournalist, krönikör
- 3 augusti – Inga Landgré, skådespelare
- 4 augusti – Jan Eliasson, diplomat, före detta politiker (S)
- 5 augusti – Malinda Damgaard, modist
- 6 augusti – Cecilia Edefalk, konstnär
- 7 augusti – Daniel Sachs, affärsman
- 8 augusti – Sara Danius, litteraturhistoriker, författare, ny akademiledamot
- 9 augusti – Erik Haag, manusförfattare, programledare
- 10 augusti – Martin Schibbye och Johan Persson, reporter, fotograf
- 11 augusti – Lisa Nilsson, artist
- 12 augusti – Kerstin Meyer, operasångerska
- 13 augusti – Sami Said, författare
- 14 augusti – Karin Adelsköld, ståuppkomiker, teknikexpert
- 15 augusti – Ellen Jelinek, skådespelare
- 16 augusti – Katrine Kielos, journalist, författare
- 17 augusti – Joey Tempest, rockmusiker
- 18 augusti – Björn Dixgård och Gustaf Norén, musiker

## Sommar 2014
- 21 juni – Jason "Timbuktu" Diakité, musiker, artist, programledare
- 22 juni – Sanna Nielsen, artist
- 23 juni – Nathalia Edenmont, fotokonstnär
- 24 juni – Johan Croneman, journalist, tv-kritiker, krönikör
- 25 juni – Antje Jackelén, biskop i Lunds stift, blivande ärkebiskop i Svenska kyrkan
- 26 juni – Johan Theorin, författare och journalist
- 27 juni – Simon Kyaga, överläkare i psykiatri, forskare
- 28 juni – Ingalill Mosander, journalist och författare
- 29 juni – Fredrik Wikingsson, journalist, författare, programledare
- 30 juni – Anders Bárány, fysiker
- 1 juli – Helene Ripa, elitidrottare, art director, typograf
- 2 juli – Evabritt Strandberg, skådespelerska, sångerska
- 3 juli – Andreas Dregen, musiker
- 4 juli – Morton Narrowe, rabbin
- 5 juli – Edda Magnason, låtskrivare, musiker, skådespelare
- 6 juli – Lars Palmgren, journalist, utrikeskorrespondent, författare
- 7 juli – Linda Nordin, generalsekreterare för FN-förbundet, statsvetare
- 8 juli – Kjell Westö, författare
- 9 juli – Linda Pira, rappare och artist
- 10 juli – Fredrik "Benke" Rydman, dansare och koreograf
- 11 juli – Sofia Helin, skådespelare
- 12 juli – Jeppe Wikström, fotograf, bokförläggare
- 13 juli – Börje Salming, ishockeyspelare, entreprenör
- 14 juli – Therése Söderlind, författare
- 15 juli – Marianne Bernadotte, filantrop, skådespelerska, hedersdoktor
- 16 juli – Sebastian Kirppu, skogsbiolog (lyssnarnas sommarvärd)
- 17 juli – Navid Modiri, kommunikatör, artist, programledare
- 18 juli – Martina Montelius, författare, dramatiker, teaterchef
- 19 juli – Jonas Eriksson, fotbollsdomare, entreprenör
- 20 juli – Monika Ahlberg, kock, författare, dansare
- 21 juli – Athena Farrokhzad, poet, dramatiker, översättare
- 22 juli – Per Fritzell, komiker, skådespelare, artist
- 23 juli – Baker Karim, långfilmkonsulent, regissör
- 24 juli – Mette Rode Sundström, Vd, konstsamlare
- 25 juli – Oskar Kihlborg, äventyrare, fotograf, föreläsare
- 26 juli – Christian Falk, musiker, musikproducent
- 27 juli – Åsa Larsson, författare, jurist
- 28 juli – Anna av Bayern, journalist, författare, prinsessa
- 29 juli – Po Tidholm, författare, journalist
- 30 juli – Caroline Winberg, supermodell
- 31 juli – Henrik Stenson, golfproffs
- 1 augusti – Gunilla Palmstierna-Weiss, scenograf, kostymtecknare, keramiker
- 2 augusti – Steve Angello, DJ och musikproducent
- 3 augusti – Bea Uusma, författare, illustratör, läkare
- 4 augusti – Nina Lagergren, Raoul Wallenbergs halvsyster
- 5 augusti – Jesper Rönndahl, programledare, komiker
- 6 augusti – Alban "Dr Alban" Nwapa, artist, musikproducent, tandläkare
- 7 augusti – Bea Szenfeld, modedesigner och konstnär
- 8 augusti – Bi Puranen, samhällsforskare, författare
- 9 augusti – Felix "PewDiePie" Kjellberg, Youtube-personlighet
- 10 augusti – Annie Wegelius, Tv-pionjär, tidigare SVT-chef
- 11 augusti – Agnes Wold, professor i klinisk bakteriologi, överläkare
- 12 augusti – Björn "Nalle" Wahlroos, finansman, investerare, tidigare vd
- 13 augusti – Gunhild Carling, musiker och sångerska
- 14 augusti – Svante Pääbo, forskare, biolog, professor
- 15 augusti – Karin "Kakan" Hermansson, konstnär och programledare
- 16 augusti – Loa Falkman, hovsångare, skådespelare, artist
- 17 augusti – Mustafa Can, journalist och författare

## Sommar 2015
- 20 juni – Lena Olin, skådespelare

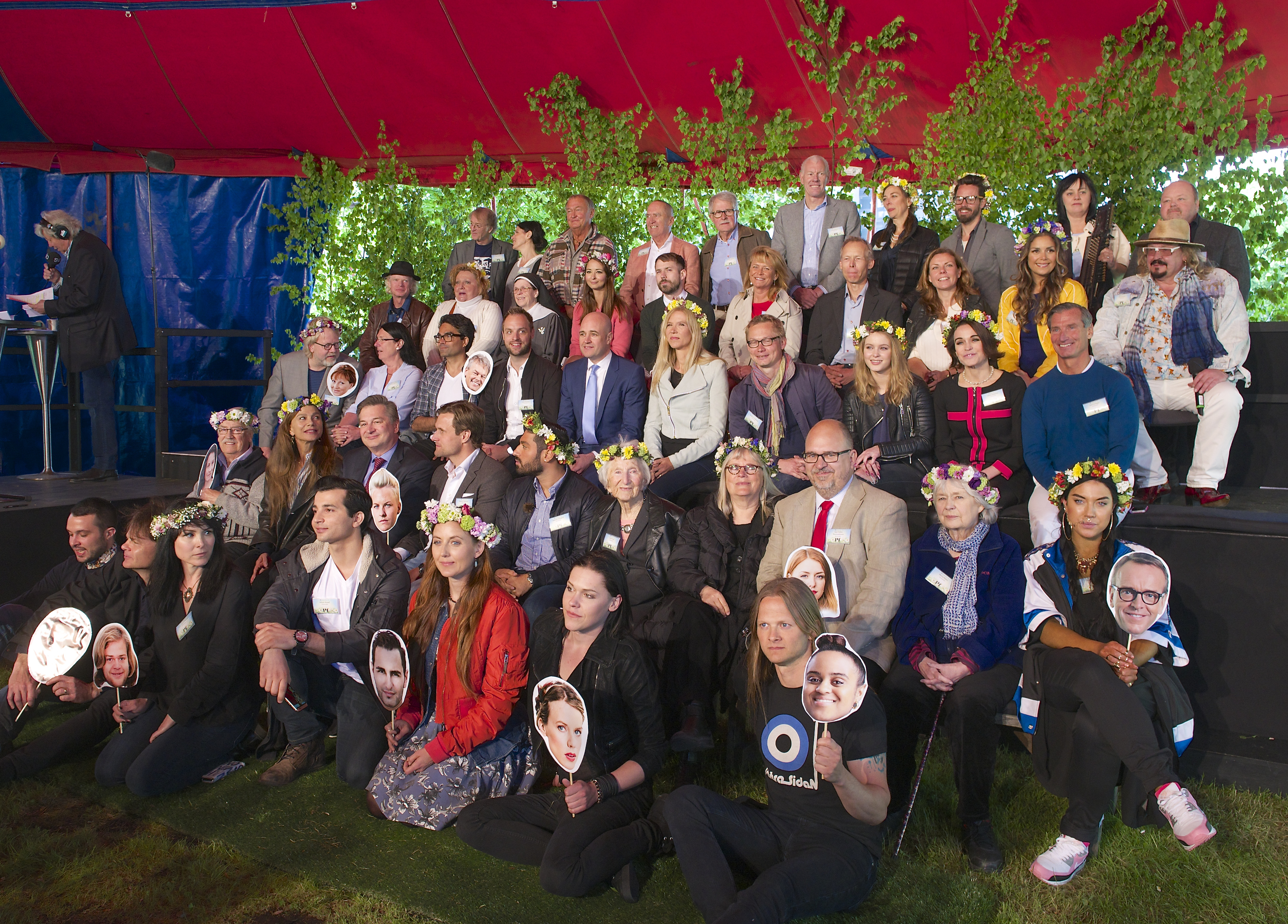
Sommarvärdarna 2015.

- 21 juni – David Batra, ståuppkomiker, skådespelare, författare
- 22 juni – Siavosh Derakhti, social entreprenör, föreläsare
- 23 juni – Hélene Anderson, konstnär, fd kriminalinspektör
- 24 juni – Kalle Moraeus, musiker, artist, programledare
- 25 juni – Terese Cristiansson, journalist, utrikeskorrespondent, författare
- 26 juni – Bengt Baron, vd Cloetta, f.d. elitsimmare
- 27 juni – Mona Malm, skådespelare
- 28 juni – Anna Mannheimer och Peter Apelgren, programledare och journalist respektive komiker och konstnär
- 29 juni – Tom Alandh, journalist, dokumentärfilmare
- 30 juni – Clara Henry, youtubare, komiker, programledare
- 1 juli – Georgios Karpathakis, social entreprenör
- 2 juli – Kenneth Macartney, Kanadas ambassadör i Sverige
- 3 juli – Saga Becker, skådespelare
- 4 juli – Liza Marklund, författare
- 5 juli – Edvard Moser, hjärnforskare, psykolog, nobelpristagare
- 6 juli – Nina Hemmingsson, konstnär, serietecknare
- 7 juli – Kjell Enhager, föreläsare, ledarskapskonsult, golfinstruktör
- 8 juli – Hédi Fried, författare, psykolog
- 9 juli – Arash "Ash" Pournouri, manager
- 10 juli – Marianne Mörck, skådespelare, sångare, regissör
- 11 juli – Robin Paulsson, komiker, programledare
- 12 juli – Johan Rockström, professor i miljövetenskap, agronom
- 13 juli – Nilla Fischer, fotbollsspelare
- 14 juli – Magnus Falkehed, journalist, författare
- 15 juli –  Herman Geijer, zombieöverlevnadsexpert (lyssnarnas sommarvärd)[3]
- 16 juli – Leila Lindholm, kock, programledare, kokboksförfattare
- 17 juli – Sverker Olofsson, journalist, programledare, debattör
- 18 juli – Sanna Lundell, journalist, programledare, författare, driver ridstall
- 19 juli – Karl-Petter Thorwaldsson, ordförande LO
- 20 juli – Nisse Hellberg, sångare, gitarrist, låtskrivare
- 21 juli – Karin Volo, ledarskaps- och organisationskonsult
- 22 juli – Gunilla Röör, skådespelare, regissör, professor i scenisk gestaltning
- 23 juli – Arkan Asaad, författare, föreläsare, kampsportare
- 24 juli – Syster Karin, nunna[4][5]
- 25 juli – Zara Larsson, sångerska, artist
- 26 juli – Olle Jönsson, artist, dansbandssångare, trummis
- 27 juli – Alice Teodorescu, politisk redaktör/ledarskribent, debattör, jurist
- 28 juli – Hans Mosesson, skådespelare, regissör
- 29 juli – Kristina Sandberg, författare
- 30 juli – Maxida Märak, artist, rappare, hiphop-producent, skådespelare
- 31 juli – Stig Grybe, skådespelare
- 1 augusti – Bea Åkerlund, stylist, designer, regissör
- 2 augusti – Markus Näslund, f.d. ishockeyspelare
- 3 augusti – Åsa Jinder, riksspelman, kompositör, författare
- 4 augusti – Alexander Ekman, dansare, koreograf
- 5 augusti – Jögge Sundqvist, slöjdare, konstnär
- 6 augusti – Daniel Poohl, journalist, författare, vd Stiftelsen Expo
- 7 augusti – Magdalena Gerger, vd och koncernchef Systembolaget
- 8 augusti – Annika Norlin, låtskrivare, journalist, psykologstudent
- 9 augusti – Magnus Böcker, vd för SGX, börsen i Singapore
- 10 augusti – Magnus Nilsson, kock, sommelier
- 11 augusti – Maria Strømme, professor i nanoteknologi, civilingenjör
- 12 augusti – Owe Sandström, lärare, kläddesigner
- 13 augusti – Fredrik Reinfeldt, civilekonom, föreläsare, f.d. statsminister
- 14 augusti – Ben Gorham, grundare av parfymhuset Byredo, f.d. basketspelare
- 15 augusti – Seinabo Sey, artist
- 16 augusti – Ulla Skoog, skådespelare, textförfattare, regissör

## Sommar 2016
- 24 juni – Lars Ulrich, musiker, låtskrivare, trummis
- 25 juni – David Lagercrantz, författare, journalist
- 26 juni – Annika Lantz, journalist, programledare
- 27 juni – Johan Olsson, längdskidåkare
- 28 juni – Gunhild Stordalen, läkare, miljöaktivist
- 29 juni – Matias Varela, skådespelare
- 30 juni – Danica Kragic Jensfelt, robotforskare
- 1 juli – Ahmad Khan Mahmoodzada, skådespelare
- 2 juli – Ingvar Carlsson, före detta statsminister
- 3 juli – Tom Malmquist, författare
- 4 juli – Gloria Ray Karlmark, patentingenjör, medborgarrättskämpe
- 5 juli – Bianca och Tiffany Kronlöf, skådespelare, komiker illustratör och sångare respektive sångare, låtskrivare och skådespelare.
- 6 juli – Bertil Hult, grundare och ägare av EF Education
- 7 juli – Ove "Doc Forest" Skog, tatuerare
- 8 juli – Ulrika Rogland, målsägarbiträde, expert på nät-grooming
- 9 juli – Alexander "The Mauler" Gustafsson, MMA-fighter
- 10 juli – Malou von Sivers, journalist, föreläsare, programledare
- 11 juli – Anders Kompass, tidigare chef för FN:s kontor för mänskliga rättigheter
- 12 juli – Emil Jensen, musiker, artist, poet,
- 13 juli – Maj Sjöwall, författare, översättare
- 14 juli – Elisabeth Tarras-Wahlberg, hovmarskalk, kommunikationsrådgivare
- 15 juli – Sakine Madon, opinionsbildare, statsvetare
- 16 juli – Markus Krunegård, musiker
- 17 juli – Marit Paulsen, politiker, författare
- 18 juli – Mikael Karlsson, kompositör
- 19 juli – Sven Hagströmer, finansman, entreprenör
- 20 juli – Emilia Lind, student (lyssnarnas sommarvärd)
- 21 juli – Edward Blom, gastronom, kulturhistoriker, författare
- 22 juli – Sara Mohammad, opinionsbildare mot hederskultur
- 23 juli – Carola Häggkvist, sångerska, artist
- 24 juli – Kim Källström, fotbollsspelare
- 25 juli – Johan Holmsäter, hälsofilosof, entreprenör, grundare av Friskis & Svettis
- 26 juli – Isabella Lundgren, jazzsångerska
- 27 juli – Bert Karlsson, entreprenör, före detta skivbolagsdirektör
- 28 juli – Johan Renck, regissör, musiker
- 29 juli – Stina Stoor, författare
- 30 juli – Lennart Bylock, industriman, företagsledare
- 31 juli – Kikki Danielsson, sångerska artist
- 1 augusti – Iman Aldebe, designer
- 2 augusti – IJustWantToBeCool (Victor Beer, Emil Beer, Joel Adolphson), komiker
- 3 augusti – Parul Sharma, människorättsjurist
- 4 augusti – Siw Carlsson, skådespelare
- 5 augusti – Carolina Klüft, före detta friidrottare, programledare
- 6 augusti – Magnus Uggla, artist
- 7 augusti – Anna Ternheim, musiker, sångare, låtskrivare
- 8 augusti – Alexander Bard, artist, författare, filosof
- 9 augusti – Marianne Lindberg De Geer, konstnär, dramatiker, kulturskribent
- 10 augusti – Janne Andersson, fotbollstränare
- 11 augusti – Ida Sjöstedt, kläddesigner
- 12 augusti – Maja Hagerman, författare
- 13 augusti – José González, sångare, musiker
- 14 augusti – Kerstin Ekman, författare
- 15 augusti – Angelica Ström, speciallärare, dotter till Katarina Taikon
- 16 augusti – Hannah Akuffo, professor parasitologi
- 17 augusti – Maher Zain, sångare, låtskrivare, producent
- 18 augusti – Per Andersson, skådespelare, komiker
- 19 augusti – Karin Bojs, journalist, författare
- 20 augusti – Klas Östergren, författare
- 21 augusti – Silvana Imam, musiker, artist

## Sommar 2017
- 24 juni – Rickard Söderberg, operasångare
- 25 juni – Sarah Sjöström, simmare
- 26 juni – Negra Efendić, journalist
- 27 juni –  Douglas ”Dogge Doggelito” León, artist
- 28 juni – Johan Hakelius, chefredaktör, författare
- 29 juni – Madeleine Onne, dansare, balettchef
- 30 juni – Ann-Helén Laestadius, författare, journalist
- 1 juli – Per Gessle, musiker, sångare, låtskrivare, som flankerades av författaren Sven "Limpan" Lindström[6]
- 2 juli – Harriet Andersson, skådespelare
- 3 juli – Ulf Ekman, före detta pastor, författare
- 4 juli – Richard Tellström, etnolog, måltidsforskare
- 5 juli – Malin Persson Giolito, författare, jurist
- 6 juli – Sherihan ”Cherrie” Abdulle, sångerska
- 7 juli – Lennart Käll, vd för Svenska spel
- 8 juli – Linda Boström Knausgård, författare, poet
- 9 juli – Janne Josefsson, journalist
- 10 juli – Dagny Carlsson, bloggare, före detta sömmerska
- 11 juli – William Spetz, skådespelare
- 12 juli – Angela Gui, doktorand, dotter till kidnappade förläggaren Gui Minhai
- 13 juli – Birgitte Bonnesen, koncernchef och vd för Swedbank
- 14 juli – Johannes Anyuru, författare, poet
- 15 juli – Tove ”Tove Lo” Nilsson, sångerska och låtskrivare
- 16 juli – Anders Arborelius, biskop, blivande kardinal
- 17 juli – Linnéa Claeson, handbollsspelare, opinionsbildare
- 18 juli – Johan von Schreeb, läkare
- 19 juli – Tommy Ivarsson (lyssnarnas sommarvärd)[7]
- 20 juli – Moa Herngren, författare, journalist och tv-producent
- 21 juli – Johan L. Kuylenstierna, naturgeograf, vd och miljödebattör
- 22 juli – Karin Laserow, inredare, kulturarbetare
- 23 juli – Stig Björkman, filmregissör, författare och kritiker
- 24 juli – Malin Cederbladh, skådespelare
- 25 juli – Jerzy Sarnecki, professor i kriminologi
- 26 juli – Kalle Lind, författare, radiopratare, komiker
- 27 juli – Evin Ahmad, skådespelare
- 28 juli – Rune Andersson, företagsledare
- 29 juli – Lisa Ekdahl, musiker, sångerska
- 30 juli – Fredrik Backman, författare
- 31 juli – Bahar Pars, skådespelare, regissör
- 1 augusti – Aron Anderson, föreläsare, äventyrare och idrottsman
- 2 augusti – Miriam Bryant, sångare, låtskrivare
- 3 augusti – Jonna Bornemark, filosof
- 4 augusti – Jacob Mühlrad, kompositör
- 5 augusti – Sven Melander, programledare, skådespelare och journalist
- 6 augusti – Tarja Halonen, president
- 7 augusti – Barbro Ehnbom, företagsledare, styrelseproffs och nätverkare
- 8 augusti – Anders Göranzon, kommissarie
- 9 augusti – Roy Hodgson, fotbollstränare
- 10 augusti – Magda Gad, journalist
- 11 augusti – Robert Pettersson, artist Ställde in medverkan på grund av depression.[8] Ersättare: Henrik Dorsin (repris från 2012).[9]
- 12 augusti – Gullan Bornemark, musiker, musikpedagog
- 13 augusti – Lisa Langseth, dramatiker, regissör
- 14 augusti – Percy Nilsson, affärsman
- 15 augusti – Ann-Marie Begler, generaldirektör för Försäkringskassan
- 16 augusti – Mats Persson, statsvetare
- 17 augusti – Tobias Forge, musiker, sångare i Ghost
- 18 augusti – Annakarin Nyberg, internetforskare, författare och föreläsare
- 19 augusti – Ruben Östlund, regissör
- 20 augusti – Stina Ekblad, skådespelare

## Sommar 2018
- 23 juni – Claes Månsson, skådespelare
- 24 juni – Bianca Ingrosso, influerare, entreprenör
- 25 juni – Kaj Linna, f.d livstidsfånge
- 26 juni – Mouna Esmaeilzadeh, läkare, hjärnforskare
- 27 juni – Gustav och Marie Mandelmann, lantbrukare, tv-personligheter
- 28 juni – Mark Levengood, författare, programledare
- 29 juni – Anna Serner, vd Svenska Filminstitutet, jurist
- 30 juni – Eva Rydberg, skådespelare, teaterdirektör
- 1 juli – Ahmed Abdirahman, näringspolitisk expert
- 2 juli – David Eberhard, psykiatriker, författare
- 3 juli – Kent Wisti, präst, konstnär
- 4 juli – Anna Throne-Holst, vd svensk-amerikanska Handelskammaren i New York
- 5 juli – Leopoldo Méndez, artist
- 6 juli – Katarina Wennstam, författare, journalist
- 7 juli – Jesper Waldersten, konstnär
- 8 juli – Victoria Silvstedt, fotomodell, programledare, entreprenör
- 9 juli – Arne Ljungqvist, professor emeritus i medicin, dopningsjägare
- 10 juli – Stefan, far till Ebba som föll offer för terrorattacken i Stockholm 2017[10]
- 11 juli – Elin Olofsson, författare
- 12 juli – Marko "Markoolio" Lehtosalo, artist, skådespelare
- 13 juli – Åsa Wikforss, professor i teoretisk filosofi
- 14 juli – Katinka Faragó, filmproducent
- 15 juli – Uje Brandelius, musiker, journalist
- 16 juli – Anders Thornberg, rikspolischef
- 17 juli – Fatima Bremmer, författare, journalist
- 18 juli – Jonas Waltelius (lyssnarnas sommarvärd)
- 19 juli – Peder Fredricson, ryttare, grafisk designer
- 20 juli – Maria ”Vildhjärta” Westerberg, konstnär
- 21 juli – Anders Berglund, kompositör, dirigent
- 22 juli – Inge Thulin, företagsledare, vd 3M
- 23 juli – Beatrice Fihn, chef för ICAN, jurist
- 24 juli – Tom Xiong, entreprenör, föreläsare
- 25 juli – Frida Hansdotter, alpin utförsåkare
- 26 juli – Mikkey Dee, trummis
- 27 juli – David Cairns, ambassadör
- 28 juli – Paul Hansen, fotograf
- 29 juli – Sabina Ddumba, artist
- 30 juli – Tauba Katzenstein, överlevande från Förintelsen
- 31 juli – Victoria Borisova-Ollas, kompositör
- 1 augusti – Max Tegmark, professor i fysik
- 2 augusti – Adam "Adam Tensta" Taal, artist
- 3 augusti – Magnus Carlson, sångare, låtskrivare
- 4 augusti – Petra Mede, skådespelare, komiker, programledare
- 5 augusti – Cajsa von Zeipel, konstnär, skulptör
- 6 augusti – Björn Jakobson, entreprenör
- 7 augusti – Anna Hedenmo, journalist, tv-profil
- 8 augusti – Rebecca Scheja och Fiona FitzPatrick, DJ-duo, producenter, låtskrivare
- 9 augusti – Jonatan Unge, komiker
- 10 augusti – Ingrid Wall, journalist och författare, mor till Kim Wall
- 11 augusti – Jack Vreeswijk, vissångare, kompositör
- 12 augusti – Emma Molin, skådespelare, manusförfattare
- 13 augusti – Paul Svensson, kock
- 14 augusti – Thure Lindhardt, skådespelare
- 15 augusti – Suad Ali, statsvetare
- 16 augusti – Sara Parkman och Samantha Ohlanders, musiker
- 17 augusti – Olof Röhlander, mental tränare, författare, föredragshållare
- 18 augusti – Sara Danius, professor i litteraturvetenskap
- 19 augusti – Rennie Mirro, artist, skådespelare

## Sommar 2019
- 22 juni – Fares Fares, skådespelare
- 23 juni – Grynet Molvig, skådespelare, sångerska
- 24 juni – Isabella Löwengrip, entreprenör, influerare
- 25 juni – Anders Hansen, överläkare i psykiatri, författare
- 26 juni – Stina Wollter, konstnär, författare, programledare
- 27 juni – Magnus Ranstorp, statsvetare, terrorexpert
- 28 juni – Tony Irving, dansare, koreograf, programledare
- 29 juni – Jonas Hassen Khemiri, författare, dramatiker
- 30 juni – Nicklas Lidström, f.d. hockeyspelare
- 1 juli – Caroline Farberger, vd
- 2 juli – Anne Ramberg, advokat
- 3 juli – Erik Niva, sportjournalist
- 4 juli – Kodjo Akolor, programledare, komiker
- 5 juli – Carin Rodebjer, modeskapare, entreprenör
- 6 juli – Isabelle Gulldén, handbollsspelare
- 7 juli – Jonas Gardell, författare, artist
- 8 juli – Hamid Zafar, barn- och utbildningschef i Mullsjö kommun
- 9 juli – Carina Bergfeldt, journalist, författare
- 10 juli – Sven-David Sandström, tonsättare
- 11 juli – Anne Sverdrup-Thygeson, biolog, insektsforskare
- 12 juli – Joakim Lundell, artist, youtubeprofil
- 13 juli – Emma Frans, doktor i epidemiologi, forskare, vetenskapsskribent
- 14 juli – Leif Östling, f.d. vd
- 15 juli – John Lundvik, sångare, låtskrivare
- 16 juli – Björn Runge, regissör, författare
- 17 juli – Madeleine In Hwa Björk (lyssnarnas sommarvärd)
- 18 juli – Mats Strandberg, författare, journalist
- 19 juli – Britta Marakatt-Labba, konstnär
- 20 juli – Vera Vitali, skådespelare
- 21 juli – Svante Thuresson, sångare
- 22 juli – Lisa Miskovsky artist, låtskrivare
- 23 juli – Ola Serneke, vd
- 24 juli – Gunilla Kindstrand, journalist
- 25 juli – Alexander Mahmoud, fotograf
- 26 juli – Sissela Kyle, skådespelare, regissör
- 27 juli – Maria Borelius, entreprenör, journalist, författare
- 28 juli – Adam Pålsson, skådespelare
- 29 juli – Eija Hetekivi Olsson, författare, lärare
- 30 juli – Björn Frantzén, kock, krögare
- 31 juli – Anna Rosling Rönnlund, medgrundare Stiftelsen Gapminder
- 1 augusti – Thomas Sandell, arkitekt, formgivare
- 2 augusti – Amanda Zahui, basketspelare
- 3 augusti – Måns Möller, artist, komiker
- 4 augusti – Marie Nilsson Lind, textförfattare, artist, kompositör
- 5 augusti – Ali Abbasi, regissör
- 6 augusti – Ingrid le Roux, läkare
- 7 augusti – Agneta Pleijel, författare
- 8 augusti – Erik Lundin, musiker, rappare
- 9 augusti – Azita Shariati, vd
- 10 augusti – Molly Sandén, artist
- 11 augusti – Michael Tjernström, professor i meteorologi
- 12 augusti – Olof Skoog, diplomat
- 13 augusti – Josette Bushell-Mingo, regissör, skådespelare
- 14 augusti – Nick Bostrom, filosof
- 15 augusti – Emma Leijnse, journalist
- 16 augusti – Tilde de Paula Eby, journalist, programledare
- 17 augusti – Nina Stemme, operasångerska
- 18 augusti – Jill Johnson, artist, låtskrivare